# Berliner Kindl

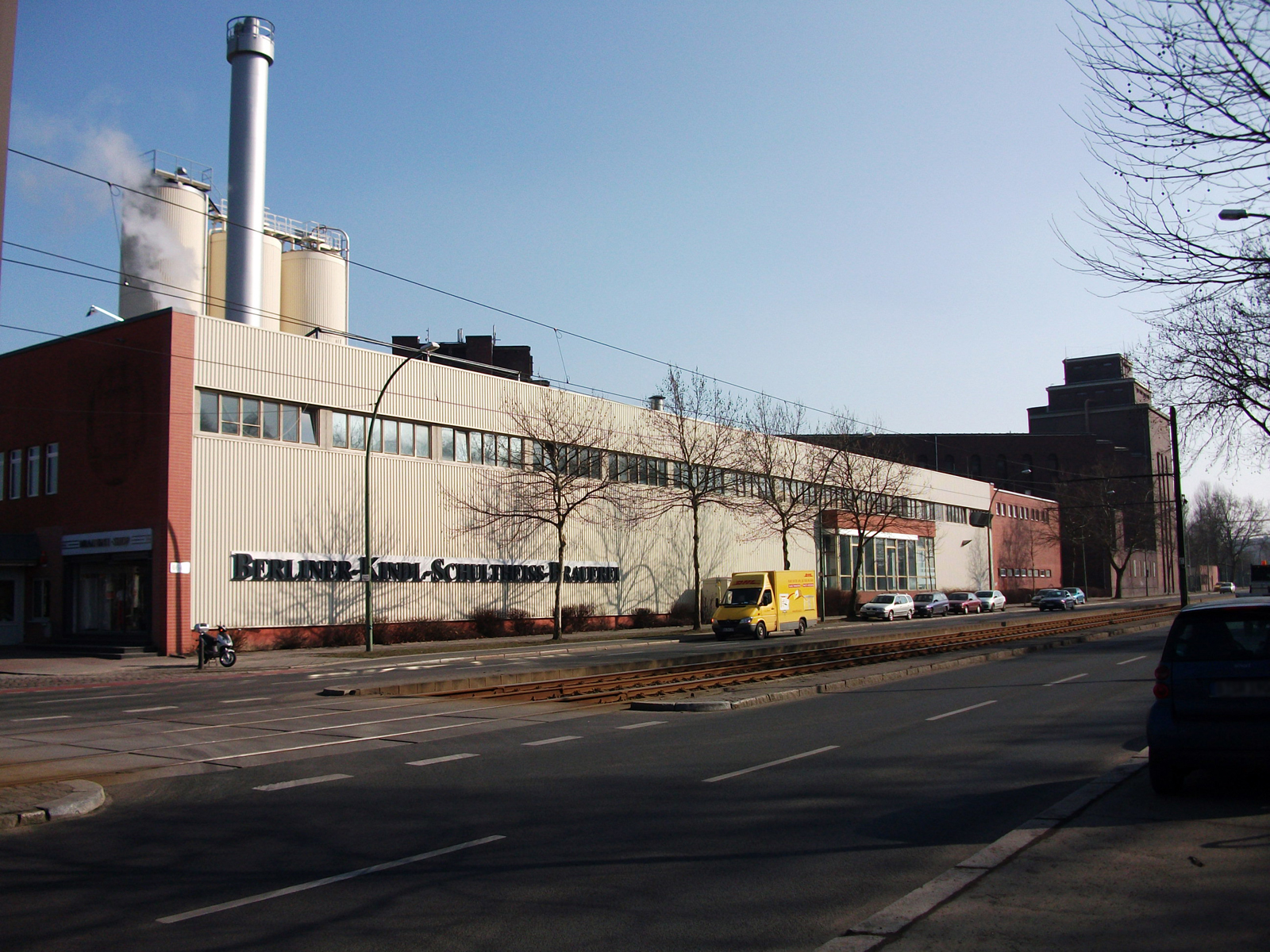
Berliner-Kindl-Schultheiss-Brauerei.

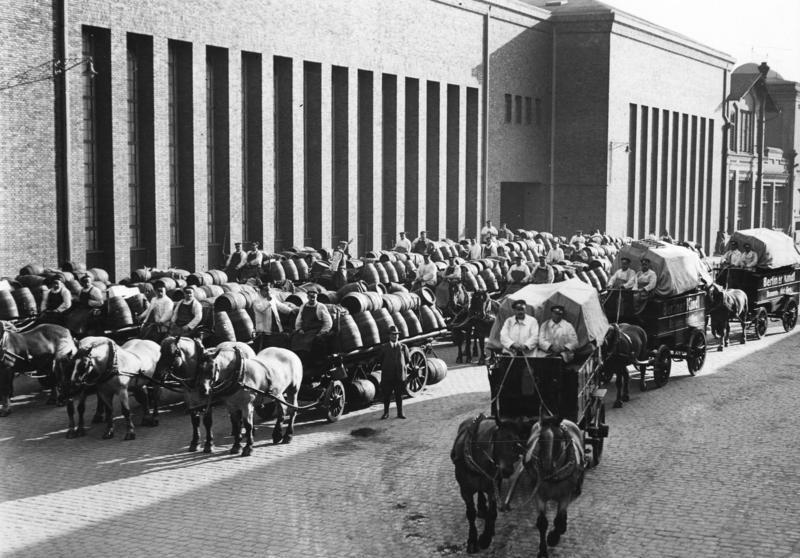
Flera vagnar med fat från bryggeriet år 1933.

Berliner Kindl är ett tyskt varumärke för öl från Berlin som tidigare var ett självständigt bryggeri med samma namn och som grundades 1872. Det ingår sedan 1988 i Radeberger Gruppe (Dr. Oetker) och sedan 2005 produceras det av Berliner-Kindl-Schultheiss-Brauerei.

## Historik
Berliner Kindl grundades 1 februari 1872 som Vereinsbrauerei Berliner Gastwirte zu Berlin AG i Rixdorf (dagens Neukölln). Det första kontoret låg på hörnet Hermannstrasse-Rollbergstrasse. 1 mars 1873 öppnades bryggeriet på ett område vid hörnet Berlinerstrasse/Jägerstrasse och 17 mars följde den första leveransen. Senare döpte man om sig till Vereinsbrauerei Rixdorf och 1889-1890 noterade man en produktion på 100 000 hektoliter öl.
I början av 1890-talet började man produktionen av ett specialöl som gavs namnet Berliner Kindl (Berlinbarnet) och som blev mycket populärt. Namnet skapades utifrån namnet Münchner Kindl, ett smeknamn för Münchens stadsvapen. År 1907 följde skapandet av logotypen där ett barn tittar upp ur ett ölstop sedan man utlyst en tävling för att skapa en bättre varumärkessymbol. År 1910 tog även bryggeriet namnet och blev nu Berliner Kindl Brauerei-Aktiengesellschaft. Nu började bryggeriet även att köpa upp mindre konkurrenter.
Efter andra världskriget förlorade man bryggerierna i Weissensee (idag i Alt-Hohenschönhausen) och Potsdam som låg i DDR. Delar av utrustningen monterades ner och fraktades till Sovjetunionen där ett bryggeri byggdes i Moskva. Verksamheten koncentrerades därför till Neukölln i Västberlin. Med hjälp av amerikanska pengar kunde man återuppbygga bryggeriet och modernisera det. Berliner Kindl köpte upp Schöneberger Schlossbrauerei (Bärenbier) och kunde i samband med 100-årsjubileet 1972 nå upp till rekordproduktionen på en miljon hektoliter. År 1987 lanserade man Jubiläumspilsner i samband med Berlins 750-årsjubileum.
År 1988 köpte Berliner Kindl upp av Radeberger Gruppe som i sin tur ingår i Dr. Oetker-koncernen. Efter murens fall kom produktionsorterna i Potsdam och Weissensee tillbaka. Under 2000-talet kom däremot omstruktureringar att ske och Potsdambryggeriet lades ner 2002. 2005 följde nedläggningen av huvudbryggeriet i Neukölln och produktionen förlades till bryggeriet i Alt-Hohenschönhausen som sedan tidigare tillverkade Berliner Pilsner. Detsamma skedde med Berliner Kindls tidigare huvudkonkurrent i Västberlin Schultheiss. Idag heter bryggerianläggningen Berliner-Kindl-Schultheiss-Brauerei. I de tidigare lokalerna i Neukölln finns sedan 2016 Kindl - Zentrum für zeitgenössische Kunst.

## Sorter
- Berliner Kindl Pils
- Berliner Kindl Jubiläums Pilsener Premium
- Berliner Kindl Bärenpils
- Berliner Kindl Bock Dunkel
- Berliner Kindl Bock Hell
- Berliner Kindl Export
- Berliner Kindl Radler
- Berliner Kindl Habels Maibock
- Berliner Kindl Johanniter
- Berliner Kindl Weisse
- Berliner Kindl Weisse mit Schuss Himbeere
- Berliner Kindl Weisse mit Schuss Waldmeister
- Berliner Kindl Weisse Tropical
- Markischer Landmann Schwarzbier
- Potsdamer Rex Pils